# سهره جزیره بلبل
سهره جزیره بلبل (نام علمی: Nesospiza questi) نام یک گونه از سرده سهره‌های جزیره‌ای است.